# Berkley, Iowa
Berkley là một thành phố thuộc quận Boone, tiểu bang Iowa, Hoa Kỳ. Năm 2010, dân số của thành phố này là 32 người.

## Dân số
Dân số qua các năm:
- Năm 2000: 24 người.
- Năm 2010: 32 người.